# Sensor de proximitat

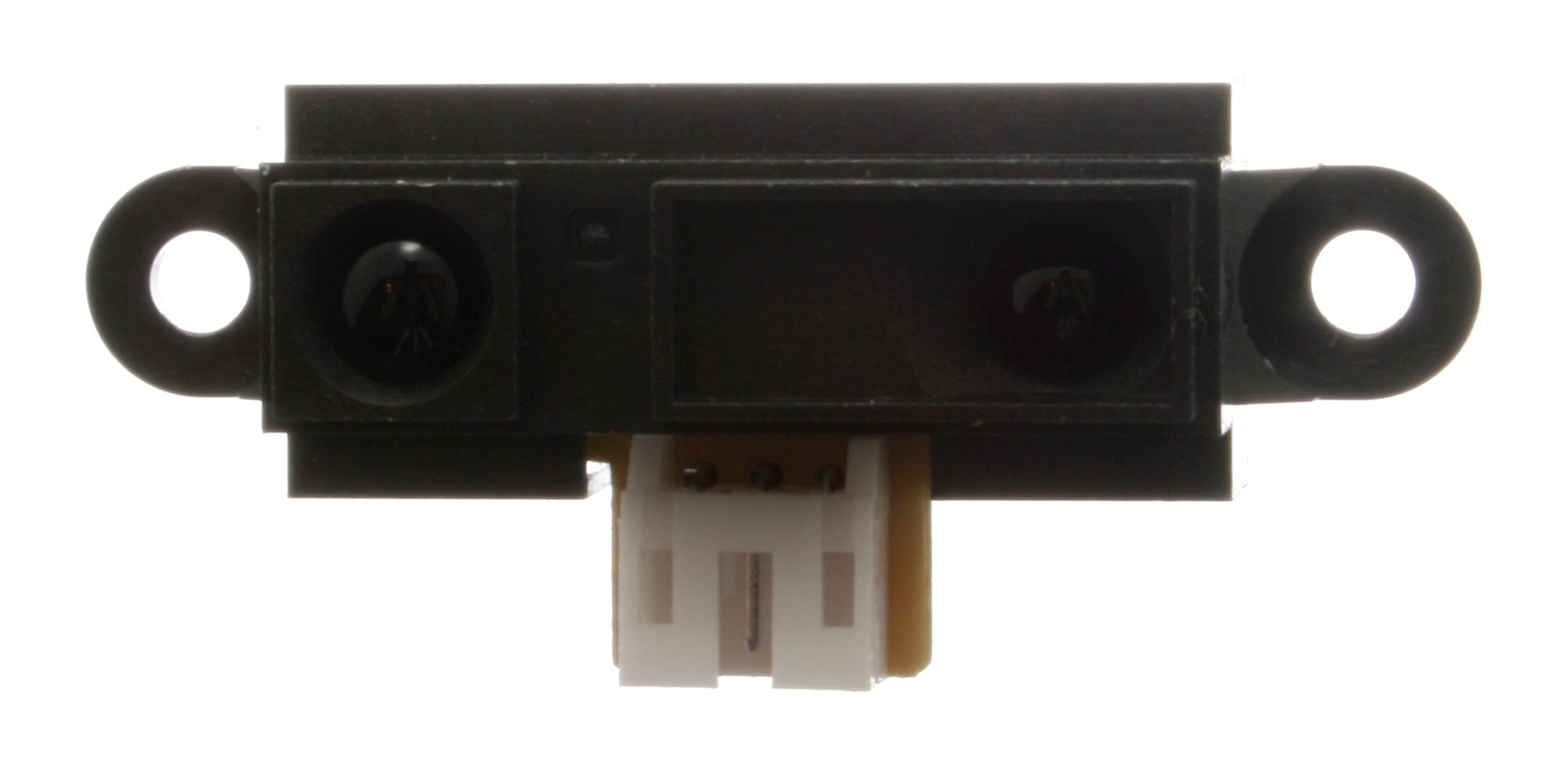
Infrared proximity sensor.

Un sensor de proximitat és un sensor capaç de detectar la presència d'objectes propers sense que hi hagi contacte físic. Sovint emeten radiació lumínica, un camp electromagnètic o una radiació electromagnètica i mesuren els canvis del senyal de tornada, que és modificada per la presència d'objectes.

## Descripció
Els sensors de proximitat serveixen per a mesurar la distància entre el detector i l'objecte a detectar, però malgrat aquesta possibilitat, sovint s'utilitzen com a detectors de presència (sols indiquen si l'objecte està dins del rang operatiu o no). Tenen moltes utilitats; com per exemple en els assecadors de mans dels banys, o llums de garatge que es poden activar sense que calgui polsar cap interruptor, o en processos industrials, s'utilitzen per detectar que un mecanisme ha arribat al final del seu recorregut. S'acostuma a parlar de detecció de ''fi de cursa'' o de fi de carrera.

## Tipus
En funció de l'objecte a detectar serà necessari utilitzar un tipus específic de sensor, així els de tipus capacitiu o fotoelèctric són utilitzats per a la detecció d'objectes no metàl·lics, mentre que per al metalls caldria utilitzar sensors d'inducció electromagnètica. Els detectors de proximitat més comuns són:
- Fotoelèctrics: Són detectors que utilitzen un emissió de radiació lluminosa i un detector de radiació reflectida per l'objecte a detectar. Són molt utilitzats, ja que poden fer-se servir tant per objectes metàl·lics com no metàl·lics i no transparents. Els emissors emeten llum modulada adequadament per evitar interferències amb llum d'altres fonts. Molts funcionen amb llum infraroja. Es pot utilitzar fibra òptica per llocs on no hi cap el sensor.
- Magnètics: Són sensors per a objectes de materials ferromagnètics, que són detectats perquè provoquen variacions del camp magnètic que produeix el circuit oscil·lant del sensor, el que modifica la seva freqüència de treball.
- Inductius: Són sensors per a objectes metàl·lics no ferromagnètics, que són detectats perquè provoquen corrents induïdes pel camp magnètic generat a l'objecte metàl·lic dins el rang operatiu del sensor, i que són detectades per la variació del corrent en el circuit generador del camp magnètic, que es manifesta per la variació de l'amplitud del senyal generat. Una etapa d'amplificació sol convertir-los en tipus tot o res.
- Capacitius: (Tipus tot o res, o bé proporcional). Per a objectes conductors o no. Si un objecte entra al camp elèctric que genera el sensor, és detectat perquè té una constant dielèctrica diferent que el medi on es troba i altera la freqüència del treball del circuit oscil·lador. Tenen molt més abast que els magnètics i els inductius
- Per ultrasons: (Tot o res, proporcional) Consten d'un emissor i un receptor de so a altres freqüències (més de 20 kHz, ultrasons), i si un cos s'acosta, fa rebotar el so cap al receptor. També es pot posar el receptor de cara a l'emissor i que el cos passi pel mig.

La International Electrotechnical Commission (IEC) 60947-5-2 defineix les especificacions tècniques que defineixen aquests sensors.